# باسل خیاط
باسل خیاط (انگلیسی: Bassel Khaiat؛ زادهٔ ۲۹ اوت ۱۹۷۷) بازیگر سینما، تلویزیون و تئاتر اهل کشور سوریه است.